# Квашук, Виталий Олегович
Вита́лий Оле́гович Квашу́к (укр. Віталій Олегович Квашук; 1 апреля 1993, Киев, Украина) — украинский футболист, полузащитник клуба «Красава».

## Карьера
Воспитанник киевского «Динамо» и донецкого «Металлурга». В Украинской Премьер-Лиге дебютировал 1 декабря 2012 года в мачте против днепропетровского «Днепра». С июня 2013 года выступал в луганской «Заре», в основном составе которой дебютировал 24 августа 2014 года в кубковом матче против «Кремня».
25 января 2016 года появилась информация, что Квашук может покинуть луганский клуб и перейти в «Торпедо-БелАЗ», в котором на тот момент находился на просмотре. 24 февраля официально стал игроком жодинского клуба, в составе которого в том же сезоне стал обладателем Кубка Белоруссии.
В августе 2022 года перешёл в клуб «Красава», который выступает во втором дивизионе кипрского футбола.

## Достижения
«Торпедо-БелАЗ»
- Обладатель Кубка Белоруссии: 2016